# Acte de commerce en droit français
En droit commercial français, un acte de commerce est un acte ou un fait juridique soumis aux règles du droit commercial plutôt qu'aux règles du droit civil ou du droit administratif en raison de sa nature, de sa forme ou de la qualité de commerçant des parties (la qualité de commerçant est le fait pour une personne physique ou morale de pratiquer habituellement des actes de commerce). Cette qualification modifie le régime juridique applicable à l'acte et aux relations contractuelles et détermine la compétence des juridictions consulaires, ainsi que le régime fiscal applicable.
Sous l'influence mondiale des commerçants, traduite juridiquement dans des traités internationaux, la qualification comme acte de commerce et comme commerçant tend à s'étendre à toutes les activités humaines et sociales, et à diminuer corrélativement le domaine des droits public et civil. Ce mouvement s'appelle la marchandisation du monde ou de la société.

## Définition de l'acte de commerce
Le Code de commerce français définit l'acte de commerce comme le fait d'acheter des biens mobiliers en vue de leur revente ultérieure pour en tirer un profit.
Selon le Code civil, certaines choses sont hors du commerce, ce qui veut dire qu'elles ne peuvent ni être achetées ni être vendues, comme le nom, les personnes physiques, les droits civiques, etc.
Selon le Code de commerce français, les opérations et actes portant sur les biens bien immobiliers, restent sous le régime du Droit civil, en raison de leur immobilité. Il en va ainsi pour les contrats de vente d'immeuble, les contrats de construction, les sociétés immobilières, etc.
Deux conceptions s'opposent en doctrine :
- la conception objective selon laquelle les actes sont commerciaux du fait de leur nature même, et non en raison de la qualité de la personne qui l'accomplit (commerçante ou non) ;
- la conception subjective selon laquelle la qualité de l'auteur de l'acte permet de qualifier l'acte lui-même.

Le Code de commerce et la jurisprudence retiennent une conception mixte de l'acte de commerce, qualifié tantôt à raison de l'acte lui-même, tantôt à raison de la qualité de son auteur. Deux critères positifs et cumulatifs ont néanmoins émergé en jurisprudence pour qualifier un acte de commerce :
- le critère de la spéculation qui implique la finalité lucrative de l'opération[2] (la recherche et la production de bénéfices) ;
- le critère de la répétition de l'acte dans le temps (la réalisation d'actes de commerce à titre habituel).

Le Code de commerce énumère une liste limitative d'actes juridiques réputés constituer des actes de commerce en raison de leur nature. En complément de cette liste, le Code de commerce reconnaît l'existence d'autres actes de commerce en raison de leur forme. Enfin, certains actes de nature purement civile peuvent constituer des actes de commerce lorsqu'ils sont accomplis à titre accessoire d'une activité commerciale.

### L'acte de commerce par nature
Certains actes juridiques visés aux articles L.110-1 et L.110-2 du Code de commerce sont réputés commerciaux en raison de leur nature même. Ces actes de commerce objectifs sont ceux dont l'exercice à titre habituel, professionnel et indépendant, confère la qualité de commerçant conformément à l'article  et L.121-1 du Code de commerce. 

#### Les opérations d'achat en vue de revente spéculative
Sont réputés constituer des actes de commerce par nature, les opérations d'achat de biens de toute nature en vue de leur revente ultérieure. Cette définition comporte deux critères cumulatifs :
- l'acquisition préalable d'un bien à titre onéreux, ce qui exclut du périmètre des actes de commerce par nature les ventes en l'absence d'achat préalable (la vente peut précéder chronologiquement l'achat). Ce principe exclut de la commercialité la vente des produits agricoles[3], la vente des productions des industries extractives (en principe et sauf exception), la cession des productions intellectuelles (œuvres de l'esprit, littéraires, artistiques ou scientifiques, brevets) et l'activité des professions libérales ;

- l'intention concomitante de revendre le bien acquis (tel quel ou après transformation) en réalisant des bénéfices, peu important la réalisation effective de la revente. Cette intention de revendre se prouve par tout moyen et peut se déduire de la répétition des opérations dans le temps[4], de leur fréquence et de la courte durée de conservation des biens dans le patrimoine de l'acteur[5].

Ainsi, un achat dépourvu d'une intention de revente ne constitue pas un acte de commerce par nature. Par ailleurs, les achats réalisés par une association ou un syndicat en vue de revendre les biens à leurs adhérents ne constituent pas des actes de commerce en l'absence d'intention lucrative ou spéculative.
A contrario, un particulier qui procède à titre habituel à des achats de biens meubles aux fins de revente sur un site de vente aux enchères électronique réalise une activité commerciale
Le Code de commerce vise tous les biens de toute nature acquis en vue de leur revente :
- les biens meubles, qu'il s'agisse de biens meubles corporels (par nature ou par anticipation) ou incorporels (fonds de commerce, marques, parts sociales, etc.) ;
- les biens immeubles, qu'il s'agisse de bâtiments ou de terrains. Cependant, les achats de biens immeubles pour revente en vue d'édifier un ou plusieurs bâtiments et de les revendre en blocs ou par locaux sont exclus du périmètre des actes de commerce. Ainsi, l'achat de terrain par un aménageur-lotisseur en vue sa revente en parcelles constitue un acte de commerce[7], alors que l'achat du même terrain par un promoteur en vue de sa revente après édification d'un bâtiment demeure un acte civil en lui-même[8].

#### Les entreprises de location de meubles
Les opérations professionnelles de location de meubles constituent des actes de commerce par nature à condition de caractériser une intention spéculative. Sont donc visées les entreprises de location de meubles qui exercent cette activité de manière régulière, habituelle et constante. A contrario, l'achat de biens immeubles aux fins de location n'entre pas dans cette définition et demeure un acte civil par nature, mais peut constituer un acte de commerce s'il est exercé par une société commerciale.

#### Les entreprises de fourniture
Les opérations professionnelles de fourniture, qui réalisent des prestations échelonnées de biens ou de services, constituent également des actes de commerce par nature.

#### Les activités industrielles
Les activités industrielles entrent dans le champ des actes de commerce et recouvrent :
- les entreprises de manufactures, notion qui recouvre toutes les opérations professionnelles de transformation de matières premières ou de produits avec fourniture de main d’œuvre. Cependant, les actes accomplis par des artisans ne constituent pas en principe des actes de commerce, puisque leurs gains résultent essentiellement du produit de leur travail personnel et en l'absence de spéculation sur les marchandises et la main d’œuvre[12] ;
- les entreprises de transport de toute nature et par tous moyens ;
- les entreprises de spectacles publics, sous réserve de qualifier une activité professionnelle et une intention spéculative ;
- l'exploitation de mines[13] mais pas l'exploitation de carrières[14]

#### Les activités financières
La loi répute constituer des actes de commerce objectifs :
- les opérations de banque, de change, de courtage, d'émission et de gestion de monnaie électronique, de tout service de paiement[15] et les opérations de banque publique[16] ;
- les obligations entre négociants, marchands et banquiers[17] ;
- les lettres de change entre personne de toute nature[18].

Ces opérations financières constituent des actes de commerce en eux-mêmes, indépendamment de leur répétition ou de l'intention spéculative, ou même de la qualité civile ou commerciale de leur auteur. La jurisprudence a néanmoins tempéré la portée de ce principe au regard du statut de l'acteur et de son objet, du moins pour les opérations bancaires et les opérations d'assurance.

##### Les opérations de banques
L'opération de banque est, au sens strict, l'opération consistant à emprunter pour prêter. C'est une opération d'entremise par excellence. En conséquence, une opération de banque constitue un acte de commerce par nature, quel que soit le statut civil ou commercial de l'acteur, sauf à prouver l'absence d'intention spéculative.
Cependant, l'accomplissement de ces actes ne confère pas automatiquement à leur auteur la qualité de commerçant. Ainsi, les établissements bancaires relevant du service public ou ayant un statut de société civile ou coopérative (caisses de crédit agricole ou caisse centrale de crédit mutuel ne peuvent être tenus en principe pour commerçants. Cependant, ces personnes morales peuvent être tenues en tant que commerçantes au titre d'une activité habituelle consistant en la pratique répétée d'actes de commerce par des opérations de banque.

##### Les opérations d'assurance
Les opérations d'assurance, non visées par le Code de commerce, constituent néanmoins des opérations financières susceptibles de relever de la catégorie des actes de commerce. La jurisprudence a ainsi reconnu la qualité de commerçant aux sociétés d'assurances à primes fixes, mais pas aux compagnies d'assurances mutuelles qui ont un objet non commercial et qui exercent sous forme de société civile, même si elles accomplissent des actes réputés constituer des actes de commerce par nature.

##### Les opérations de change
Constituent des actes de commerce, pour la personne qui les accomplis, les opérations de change de toute nature :
- les opérations de change manuel consistant à changer matériellement des espèces (de la monnaie nationale en monnaie étrangère) ;
- les opérations de change tiré consistant à procurer à une personne une somme d'argent dans un autre lieu.

##### Les opérations de bourse
Les opérations de bourses sont nécessairement commerciales pour les intermédiaires (banques, sociétés de gestion, conseillers financiers, etc.) qui accomplissent des actes de commerce par nature, à titre habituel et dans une intention lucrative. Elles peuvent également constituer des opérations commerciales pour des particuliers en raison de la fréquence et de l'importance des ordres.

##### Le courtage
Le courtier est la personne qui rapproche deux parties pour les amener à contracter, sans jamais intervenir dans le contrat qui pourrait naître. En principe, un acte isolé de courtage sera un acte de commerce, quelle que soit la qualité du courtier et la nature de l'acte pour lequel il sert d'intermédiaire.

#### Les actes de commerce maritime
Sont réputées actes de commerce par nature les opérations de commerce maritime explicitement visées par le Code de commerce et qui relèvent de trois catégories :
- la construction, l'achat, la vente et la revente de bâtiments ;
- les expéditions maritimes et les opérations d’affrètement ;
- les contrats annexes aux opérations de commerce maritime ;

##### Les opérations sur les bâtiments
La construction de bâtiments pour la navigation intérieure (fluviale) et extérieure (maritime) constitue un acte de commerce par nature à la condition qu'elle soit effectuée en entreprise, à titre habituel, ce qui exclut toute activité purement artisanale ou dépourvue d'intention lucrative. L'activité de construction demeure commerciale pour le constructeur, qu'il fournisse les matériaux ou seulement la main d’œuvre : elle sera commerciale ou mixte selon la qualité commerciale ou civile du client.
L'achat, la vente et la revente de tels bâtiments ainsi que l'achat de vente d'agrès, apparaux et avitaillements constitue également un acte de commerce par nature à condition de caractériser une intention lucrative, ce qui exclut de fait l'achat d'un navire sans revente et pour un usage personnel. En revanche, la réparation de navire, même effectuée en entreprise, ne constitue pas un acte de commerce par nature faute d'être visée à l'article L.110-2 du Code de commerce.

##### Les expéditions maritimes et les opérations d'affrètement
Les expéditions maritimes de toute nature constituent des actes de commerce par nature, y compris les entreprises de pêche, « sauf lorsqu'elle est exercée à titre habituel sur des navires d'une longueur inférieure ou égale à douze mètres ou effectuant habituellement des sorties de moins de vingt-quatre heures ». Mais l'exercice d'une entreprise de pêche ne confère pas automatiquement à son auteur la qualité de commerçant. Par ailleurs, les domaines de la plaisance, des voyages d'étude et d'agrément ne relèvent pas du domaine commercial.
Relèvent également des actes de commerce par nature tout affrètement ou nolissement, et tout contrat de transport de passagers, à condition qu'il se rattache à des opérations de commerce de me. Ces contrats sont commerciaux pour l'armateur mais peuvent constituer des actes mixtes pour le voyageur.

##### Les contrats annexes aux opérations maritimes
Cette dernière catégorie recoupe certaines opérations annexes aux opérations maritimes commerciales :
- les contrats de prêt à la grosse, au terme duquel l'armateur emprunte une somme d'argent à une banque pour couvrir le préjudice de la perte d'un navire et des marchandises transportées lors d'une expédition, à charge de restituer la somme empruntée augmentée d'une prime en cas d'arrivée à bon port ;
- les contrats concernant le commerce de mer, et notamment les opérations d'assurance s'y rapportant[36], étant précisé que leur qualification d'acte de commerce ne saurait conférer la qualité de commerçant aux sociétés d'assurances mutuelles qui les accomplissent. Par ailleurs, les contrats d'assurance portant sur les navires de plaisance relèvent de la catégorie des assurances terrestres[37] et ne constituent pas des actes de commerce.
- les accords et conventions pour les salaires et les loyers d'équipages[38] ;
- les contrats d'engagement pour le service des bâtiments de commerce[39], qui constituent des actes de commerce pour tous, y compris les gens de mer[40].

### L'acte de commerce par la forme
Certains actes sont considérés par la loi comme commerciaux en raison de leur forme même, alors qu'ils ne présentaient pas exactement les caractères spécifiques de la commercialité. À la différence des actes de commerce par nature, ces actes sont soumis au droit commercial, aussi bien lorsqu'ils sont faits professionnellement par un commerçant, que lorsqu'ils sont faits à titre isolé par un non commerçant. Le Code de commerce vise à ce titre la lettre de change et la société commerciale par la forme.

#### La lettre de change
La lettre de change est un titre par lequel une personne dénommée « tireur » donne à un débiteur appelé « tiré » un ordre de payer à l'échéance fixée, une certaine somme à une troisième personne appelée « bénéficiaire ou porteur ». À la différence du chèque ou du billet à ordre, ce mode de paiement est considéré comme un acte commercial par sa forme même, indépendamment de la nature civile ou commerciale de la créance constatée par la lettre, ou la qualité de l'une des parties.

#### Les sociétés commerciales
Certaines sociétés sont réputées commerciales par la loi en raison de leur forme sociale, indépendamment de leur objet social :
- les sociétés en nom collectif (SNC) ;
- les sociétés en commandite simple (SCS) ;
- les sociétés à responsabilité limitée (SARL) ;
- les sociétés par actions (SA).

En conséquence, ces sociétés acquièrent la qualité de commerçant dès leur formation et sont soumises à toutes les règles applicables aux commerçants et notamment l'obligation de s'immatriculer auprès du registre du commerce et des sociétés. Constituent donc des actes de commerce les actes se rapportant à ces sociétés, notamment :
- les actes relatifs à la création, au fonctionnement et à la dissolution de ces sociétés même si les parties participant aux actes ne sont pas commerçantes[45] ;
- les actes accomplis par ces sociétés même si leur objet est civil[46] tel est le cas des locations d'immeubles.

### Les actes de commerce par accessoire
Un acte de commerce par accessoire est un acte contractuel ou délictuel de nature civile, mais qui revêt le caractère commercial dans deux hypothèses :
- l'acte civil est accompli par un commerçant ;
- l'acte civil est accompli par un non-commerçant dans le but d'exploiter un commerce et qu'il est indispensable à l'exercice de celui-ci[47].

#### Les actes de commerce par accessoire accomplis par un commerçant
Le Code de commerce répute comme acte de commerce tout acte civil accompli par un commerçant dans l'intérêt de son commerce, même accompli pour une activité commerciale future, à la condition qu'il devienne effectivement commerçant. La loi visant les obligations de toute nature, le domaine de l'accessoirité vise tous les contrats (mandat, prêt, travail, assurance, etc.), mais également les obligations légales dérivant de l'activité commerciale (comme les dettes de cotisations à la Sécurité sociale mais pas les dettes fiscales), les quasi-contrats, les délits et les quasi-délits. La qualification d'acte de commerce ne fait toutefois pas obstacles aux compétences exclusives de certaines juridictions.

#### Les actes de commerce par accessoire accompli par un non-commerçant
Le défaut de la qualité de commerçant n'exclut pas nécessairement la qualité commerciale de l'acte accompli, notamment lorsque l'acte civil est la conséquence nécessaire de l'exploitation d'un commerce. La loi et la jurisprudence ont ainsi reconnu la qualité commerciale :
- du gage constitué par un individu non-commerçant pour un acte de commerce[53] ;
- de certaines formes de cautionnement telles que l'aval[54] et le cautionnement bancaire[55] ;
- du cautionnement lorsque la dette principale est de nature commerciale, que le créancier et la caution sont commerçants et que l'opération est conclue pour l'exercice ou dans l'intérêt du commerce de la caution[56] ou encore que le cautionnement est conclu dans l'intérêt personnel patrimonial de la caution[57] ;
- du billet à ordre lorsque sa cause est commerciale ;
- d'un bail immobilier lorsqu'il est l'accessoire de la location d'un fonds[58] ;
- de l'achat et de la vente d'un fonds de commerce par le commerçant qui l'exploite[59], ainsi que des actes s'y rapportant (promesse de vente[60], promesse d'achat[61] ainsi que le prêt se rapportant à ces promesses pourvu qu'il soit indispensable à l'exploitation du commerce[62] ;
- la cession de parts sociales ou d'actions (normalement un acte civil[63]) lorsqu'elle a « pour objet ou pour effet le changement de contrôle de la société »[64], ainsi que toute convention portant sur le contrôle de la société commerciale[65].

## Le régime des actes de commerce
Les actes de commerce dérogent au régime des actes civils tant sur les règles de fond que dans les règles de procédure. Cependant, ces dérogations ne s'appliquent qu'envers les commerçants ayant accompli un acte pour les besoins de leur commerce. En présence d'un acte mixte, le régime des actes civils demeure applicable aux parties non-commerçantes et aux commerçants accomplissant des actes pour des besoins personnels.

### Les règles de fond applicables aux actes de commerce

#### Régime de la preuve
Par dérogation au droit civil qui impose un formalisme aux actes, le droit commercial admet la liberté de la preuve des actes de commerce par tous moyens à l'égard des commerçants. La liberté de la preuve, dont bénéficie un créancier non-commerçant est strictement admise qu'envers un commerçant ayant agi dans l'exercice ou pour l'intérêt de son commerce. Un commerçant agissant à l'encontre d'un non-commerçant ou d'un commerçant agissant pour des besoins personnels devra respecter les règles de preuve du droit civil.
La liberté de la preuve s'étend aux actes de commerce de toute nature, et s'impose à toutes les juridictions. La liberté de la preuve connaît néanmoins des exceptions envers la partie non-commerçante en présence d'un acte mixte (conclu entre un commerçant et un non-commerçant). Les règles de preuve prévues par le Code civil voire le Code de la consommation redeviennent applicables envers la partie non-commerçante.

#### Présomption de solidarité
Par dérogation au droit civil qui dispose que « la solidarité ne se présume point ; il faut qu'elle soit expressément stipulée », la solidarité est présumée entre commerçants. Il s'agit cependant d'une présomption simple de solidarité qui peut être renversée par tous moyens et qui ne s'applique pas à l'égard de non-commerçants ou de commerçants agissant pour des besoins personnels.

#### Prescription quinquennale
Depuis la loi no 2008-561 du 17 juin 2008 portant réforme de la prescription en matière civile, le délai de prescription des obligations civiles et commerciales est réduit à cinq ans. Le Code de commerce réduit toutefois le délai d'action en paiement à un an pour :
- la fourniture de nourriture aux matelots par ordre du capitaine[77] ;
- la fourniture de matériaux et autres choses nécessaires aux constructions, équipements et avitaillements du navire[78] ;
- les ouvrages faits[79].

### Les règles applicables à la procédure
En matière de procédure, les dérogations au droit civil consistent en la compétence des tribunaux de commerce pour juger des litiges nés des actes de commerce, et en la validité des clauses attributives de compétence matérielle (dites clauses compromissoires).

#### La compétence des tribunaux de commerce
Les tribunaux de commerce sont compétents pour juger en premier ressort des litiges relatifs :
- aux engagements entre commerçants, entre établissements de crédit ou entre commerçants et établissement de crédit ;
- aux sociétés commerciales par la forme ;
- aux actes de commerce entre toute personne[81] ;
- aux billets à ordre portant en même temps des signatures de commerçants et de non-commerçants[82].

En conséquence, la compétence des tribunaux de commerce est déterminée, soit en raison de la qualité commerçante des parties, soit en raison de la matière (acte de commerce). Par ailleurs, les actes accomplis par un commerçant bénéficient d'une présomption de commercialité et il incombe à la partie invoquant le caractère civil d'un acte accompli par un commerçant de prouver qu'il ne l'a pas été pour les besoins de son commerce.
Cette compétence connaît des exceptions :
- pour les contrats de travail, même conclus entre deux parties commerçantes, lesquels conservent un caractère purement civil[85] ;
- pour les actions en justice dans lesquelles l'une des parties est une société civile dont la forme est imposée par la loi no 90-1258 du 31 décembre 1990[86].

Lorsque l'une des parties est non-commerçante, cette partie ne peut être attraite devant les juridictions consulaires, et peut opposer une exception d'incompétence in limine litis (avant toute défense au fond ou fin de non-recevoir). Elle peut néanmoins renoncer à se prévaloir de l'incompétence du tribunal de commerce. En revanche, la partie non-commerçante dispose d'une option pour attraire un commerçant, soit devant les juridictions civiles, soit devant les juridictions consulaires.
La compétence exceptionnelle des tribunaux de commerce s'efface devant celle des juridictions civiles :
- lorsqu'une demande comprend des chefs civils et des chefs commerciaux unis par des liens de connexités si étroits qu'on risquerait, en les jugeant séparément, de leur donner des solutions inconciliables[90] ;
- lorsqu'une demande est intentée contre plusieurs défendeurs civils et commerciaux[91] ;
- lorsqu'un moyen de défense est soulevé sur un point de droit civil ou l'interprétation d'un contrat civil, auquel cas une question préjudicielle doit être posée à la juridiction civile[92].

#### Les clauses attributives de compétence matérielle
Les clauses attributives de compétence des juridictions commerciales (clauses compromissoires) peuvent valablement être stipulées dans les contrats conclus à raison d'une activité professionnelle. Cependant, la jurisprudence a limité la portée de ces clauses en les rendant inopposables aux défendeurs non-commerçants.